# William Pickersgill
William Pickersgill (Nantwich ou Crewe, 1861 - Bournemouth, 2 de maio de 1928) foi um engenheiro, chefe mecânico da via férrea da Caledónia de 1914  a 1923. Foi depois nomeado superintendente da divisão norte da via férrea Londres, Midland e Escócia mas reformou-se em 1925.